# Ирназар Максудов
Мулла Ирназар Максудов (Эрназар элчи; Мухаммад Эрназарбий Максуд угли) — узбекский посол Бухарского эмирата в Российской и Османской империях. Происходил из узбекского рода катаган.

## Первое посольство
Бухарские посольства отправлялись в Россию в 1717, 1734, 1735, 1736, 1739, 1740, 1743 и 1763 годах. Узбекский правитель из династии мангытов Даниялбий (1758—1785) решил укрепить связи с Российской империей и отправил новое посольство. Посольство возглавил мулла Ирназар-бий Максудов, богатый и влиятельный бухарец, не раз бывавший в России по своим торговым делам. С ним отправились его сын Мухаммад-Шариф, а также Ахунд Мулла-Араб, Имам Мулла-Халил, Мулла Баба-Шариф, советник и секретарь, Мухаммад-Шариф, Аяз-берды — юз-баши (капитан). Кроме того, при посольстве следовали: бухарский фельдшер, повара, хлебники, прислуга, 9 музыкантов и 10 конюхов для ухода за верховыми лошадьми, назначенными ханом в подарок императрице Екатерине II, цесаревичу Павлу Петровичу и некоторым другим лицам, — всего 53 человека.
Посольство выступило из Бухары в конце января 1774 г. и прибыло в Москву 14 марта 1775 года. 5 апреля 1775 года посольство представилось императрице Екатерине II. При представлении посол был принят императрицей, которая спрашивала о его государе и о нем самом. 15 января 1776 года посольство в последний раз представилось графу Панину, после чего было отпущено обратно в Бухару. Перед отъездом из Москвы Ирназару была вручена ответная грамота императрицы.

## Второе посольство
В 1779 году было отправлено посольство из Бухары в Россию, во главе которого опять был поставлен мулла Ирназар-бий и его сын Мухамед-Шерифбий. Императрице были подарены два арабских аргамака, с попонами и седлами; сабля, осыпанная алмазами и другими драгоценными камнями; 35 пар индийской кисеи, вышитой золотом и шелками. Цесаревичу — один аргамак; цесаревне — 10 пар кисеи; Потёмкину, Панину, Безбородко и прочим — 5 арабских лошадей, 115 бухарских халатов из дорогих материй, ружьё с золотой насечкой и некоторые другие вещи бухарского производства.
9 ноября 1779 года (по другой версии, это произошло в 1780 году) посольство последовало в Стамбул, представилось великому визирю, с которым Ирназар вел торгово-политические переговоры, затем выехало в Мекку, на пути в которую, в сентябре 1781 года, Ирназар умер в Конии от свирепствовавшей тогда какой-то эпидемической болезни.

## Основная идея Ирназар Максудова и значение посольства
Посольства Ирназара Максудова способствовали укреплению бухарско-российских отношений. В условиях экономической изоляции Средней Азии, падения значения Великого шёлкового пути, Ирназар Максудов выдвинул смелую и сложную идею — проект поворота торговых сношений Восточной Азии с Западной Европой на их первоначальный путь, в бухарско-русские пределы. К сожалению, существовавшие исторические условия не позволили реализоваться этой идее.
Русское правительство высоко оценило заслуги бухарского посла. Ему был пожалован «один казённый корабль, из находившихся в Каспийском море, для распространения торговли в границах Российской империи и дозволялось торговать на 10 тысяч рублей беспошлинно в течение пятилетнего времени». Также ему было разрешено купить у казны и отправить в Бухару беспошлинно 15 тысяч пудов железа, 5 тысяч пудов стали и 3 тысяч пудов меди.

## Медресе Ирназара эльчи
В знак уважения Екатерина Великая подарила Эрназару Максудбеку 10 тысяч рублей. На эти средства впоследствии в Бухаре было построено медресе, названное в честь спонсора Эрназар эльчи. Оно находилось в западной части медресе Кукельдаш и просуществовало до середины 1950-х годов. Медресе было разрушено по инициативе советских органов власти. С конца 1960-х годов на его месте располагался небольшой скверик, ныне — платная автостоянка.